# Mariam Konaté
Pour les articles homonymes, voir Konaté.
Mariam Konaté née le 21 août 2000 est une basketteuse ivoirienne. Elle joue pour l'équipe nationale féminine de basket-ball de Côte d'Ivoire.

## Biographie et études
Konaté est allé à l'Institut collégial Stephen Leacock. Elle était étudiante au George Brown College, avec une spécialisation en arts généraux et en sciences. Elle faisait partie de l'équipe féminine de basket-ball ; George Brown Huskies, où elle a récolté en moyenne 13,0 points par match, 4,6 rebonds et 1,3 passes décisives.

## Carrière en équipe nationale
Konaté a participé à l'Afrobasket féminin Fiba 2021 avec son équipe nationale et a récolté en moyenne 4,3 points par match, 1,3 rebonds par match et 1,3 passes décisives.